# (1789) Dobrovolsky
(1789) Dobrovolsky es un asteroide que forma parte del cinturón de asteroides y fue descubierto por Liudmila Ivanovna Chernyj el 19 de agosto de 1966 desde el Observatorio Astrofísico de Crimea, Naúchni.

## Designación y nombre
Dobrovolsky recibió inicialmente la designación de 1966 QC.
Más adelante, se nombró en honor del teniente coronel Gueorgui Timofeyevich Dobrovolski (1928-1971), comandante de la nave espacial soviética Soyuz 11, muerto el 30 de junio de 1971 durante el retorno a la Tierra.

## Características orbitales
Dobrovolsky está situado a una distancia media de 2,213 ua del Sol, pudiendo acercarse hasta 1,796 ua. Tiene una excentricidad de 0,1886 y una inclinación orbital de 1,976°. Emplea 1203 días en completar una órbita alrededor del Sol.